# نازع ورق الشجر

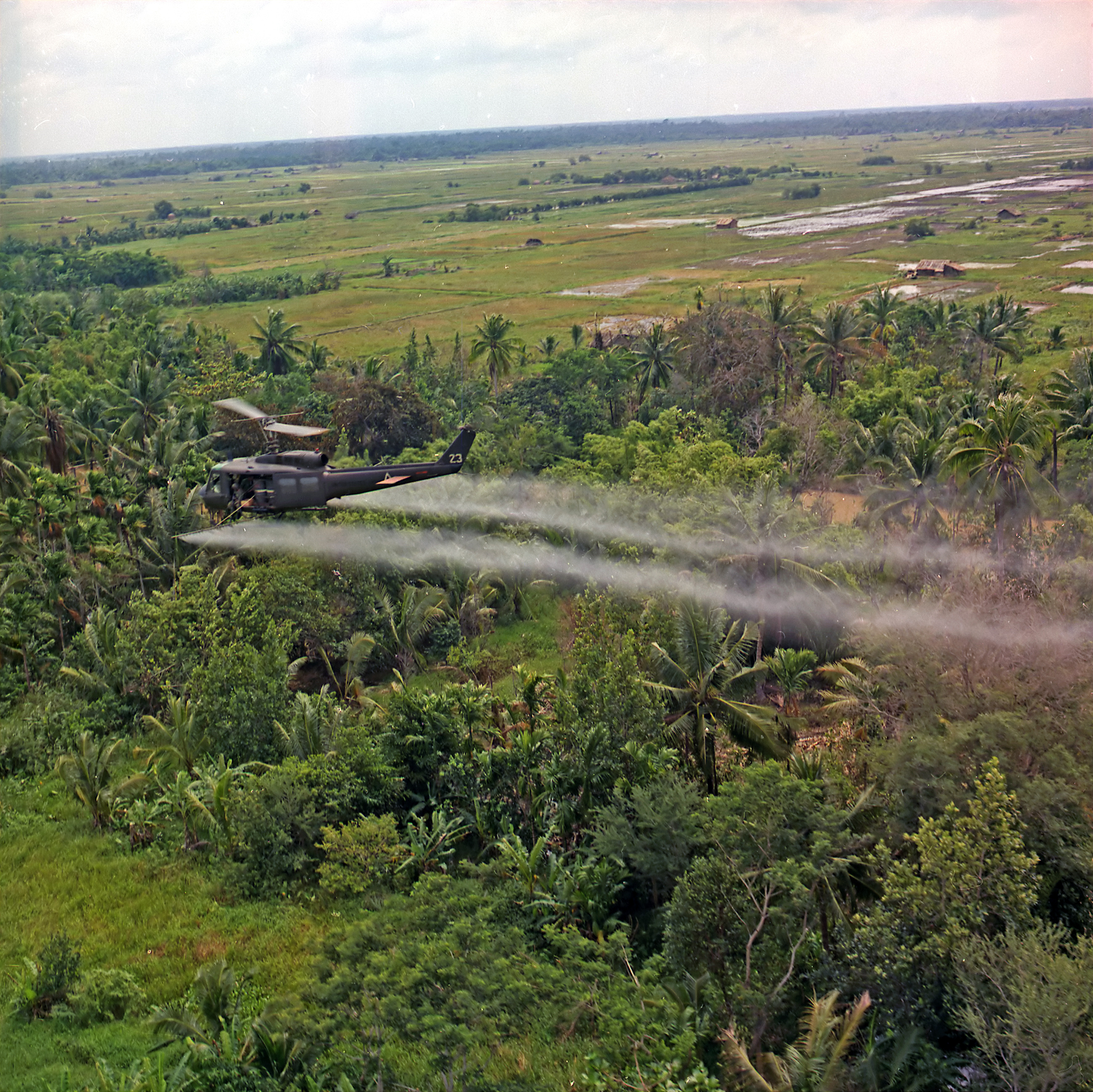
رش نازع ورق الشجر في أجمة في دلتا نهر Mekong بتاريخ 26-تموز-1969.

نَازع وَرَق الشجَر أو المُنَزوِر أو مسقط للأوراق هو أي مادة كيميائية تؤدي إلى سقوط أوراق الأشجار، ويعد العامل البرتقالي مثالًا لنازع ورق الشجر ذو سمية عالية، وقد استخدم العاملَ البرتقالي بكثرة لنزع (نزورة) الأوراق في بعض مناطق الملايا خلال ال (Malayan Emergency) القواتُ البريطانية، واستخدمته القواتُ الأمريكية لنزع أوراق عدة مناطق من فيتنام في سنة 1961 وإلى سنة 1970 خلال حرب فيتنام.
يتميز نازع ورق الشجر بأنه يسبب سقوط الأوراق فقط، بينما مبيدات الأعشاب تسبب قتل أو وقف نمو النباتات. وتستخدم نازعات أوراق الشجر في جني القطن.

## طالع
- مبيد أعشاب